# Feuerwehrverein
Ein Feuerwehrverein ist in Deutschland ein Verein zur Förderung des örtlichen Brandschutzes sowie der Hilfeleistung bei Unfällen und Notständen, der in manchen Regionen neben der jeweiligen kommunalen Freiwilligen Feuerwehr besteht.

## Abgrenzung des Vereins zur kommunalen Einrichtung
Die Mitgliedschaft im Feuerwehrverein ist in der Regel unabhängig vom Mitwirken in der jeweiligen Freiwilligen Feuerwehr. In der Regel sind jedoch beim Bestehen eines Feuerwehrvereins die Einsatzkräfte eines Ortes gleichzeitig Mitglieder beider Organisationen. Während in den übrigen Bundesländern Feuerwehrvereine erst in der jüngeren Vergangenheit entstanden, waren die Feuerwehren in Hessen und Bayern bereits seit der Gründerzeit um 1870 in Form eines Feuerwehrvereins organisiert. Die daraus resultierende Doppelnatur der Feuerwehren in Hessen und in Bayern als gleichzeitig Verein und gemeindliche Brandschutzeinrichtung war bis zur Veröffentlichung des Hessischen Brandschutzhilfeleistungsgesetzes (BrSHG) im Jahr 1971 und des Bayerischen Feuerwehrgesetzes (BayFwG) im Jahr 1985 ein juristisch schwieriges Terrain. Erst das BrSHG bzw. das BayFwG definierten die Abgrenzung des Feuerwehrvereins von der gemeindlichen Einrichtung. Daraus resultiert allerdings, dass in Bayern jede gemeindliche Feuerwehr auch einen Feuerwehrverein hat.

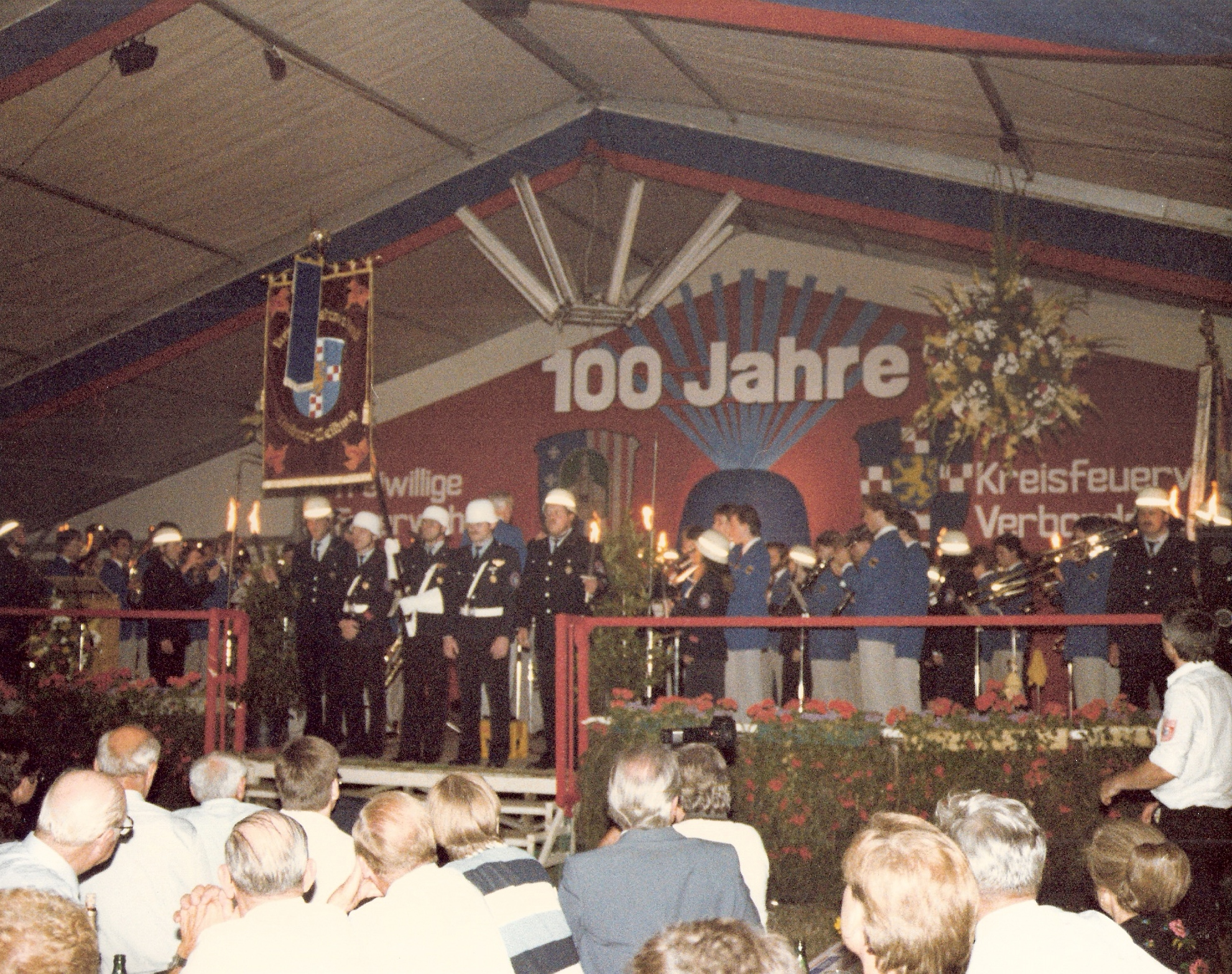
Festkommers bei einem Jubiläumsfest im Landkreis Limburg-Weilburg (Hessen)

## Finanzierung
Feuerwehrvereine finanzieren sich in der Regel durch Spenden und Mitgliedsbeiträge. Vereinzelt haben sich Kommunen gegenüber ihren Feuerwehrangehörigen verpflichtet, Aufwandsentschädigungen für Einsätze bzw. Sonderdienste zu leisten. Teilweise werden diese aber an den Feuerwehrverein entrichtet. Von diesen Geldern werden öfters Anschaffungen im Sinne der Kameradschaft, aber auch Zuschüsse zu Fahrzeug-, Gebäude- und Geräteanschaffungen gegeben. Des Weiteren können Feuerwehrvereine durch ihre Kommune im Rahmen der Vereinsförderung finanziell bedacht werden. Die Erlöse aus der Durchführung von festlichen Veranstaltungen (beispielsweise Jubiläumsfeste) sind bei vielen Feuerwehrvereinen eine wesentliche finanzielle Grundlage.

## Bezeichnung
Die Feuerwehrvereine tragen in den einzelnen Regionen unterschiedliche Bezeichnungen. In den mittel- und süddeutschen Bundesländern tragen sie meist denselben Namen wie die Freiwillige Feuerwehr, deren Unterstützung und Förderung sie dienen; sie heißen dann folglich wie die gemeindliche Feuerwehr selbst auch „Freiwillige Feuerwehr … (Ortsname)“ bzw., soweit sie im Vereinsregister eingetragen sind, „Freiwillige Feuerwehr … (Ortsname) e. V.“. Im norddeutschen Raum hingegen ist die Bezeichnung „Feuerwehrförderverein … (Ortsname)“ oder „Feuerwehrverein … (Ortsname)“, wiederum je nach Eintragung mit oder ohne den Zusatz „e. V.“, üblicher. Rechtlich gesehen bestehen gegen die in Mittel- und Süddeutschland geübte Namenspraxis Bedenken, weil hier eine erhebliche Gefahr besteht, dass Außenstehende schwierig unterscheiden können, ob sie mit der Feuerwehr als solcher – also in der Regel einer kommunalen Einrichtung ohne eigene Rechtspersönlichkeit – oder mit einem Feuerwehrverein in Kontakt treten.

## Rechtliches
Nach der Rechtsprechung des Bundesfinanzhofs, dem die rechtswissenschaftliche Literatur überwiegend folgt, liegt ein (nichteingetragener) Feuerwehrverein auch dann vor, wenn die Mitglieder der Feuerwehr eine Kameradschaftskasse anlegen. Diese Auffassung ist umstritten, weil sie einen Verein fingiert, den niemand wirklich wissentlich und willentlich gegründet hat. Selbst wenn man aber dem Bundesfinanzhof im Grunde folgt, so verbirgt sich jedoch zumindest in denjenigen Bundesländern kein nichteingetragener Verein, sondern ein kommunales Sondervermögen hinter der Kameradschaftskasse, in denen die Kameradschaftskasse in einer öffentlich-rechtlichen Feuerwehrsatzung, also in der Satzung der gemeindlichen Feuerwehr selbst, geregelt ist. Hierzu zählen neben Niedersachsen, Baden-Württemberg und Sachsen auch Mecklenburg-Vorpommern und Schleswig-Holstein. Da es aber mit Ausnahme Niedersachsens, Baden-Württembergs und Schleswig-Holsteins insoweit an einer eindeutigen gesetzlichen Regelung fehlt, ist dies für die anderen genannten Länder nicht unumstritten.